# John Vink
Pour les articles homonymes, voir Vink.
John Vink, né le 3 février 1948 à Ixelles, dans la Région de Bruxelles-Capitale, est un photographe belge. Il a étudié la photographie à La Cambre en 1968. Il est le créateur de Thèmes, un magazine de photographie documentaire. En 1986 il est lauréat du Prix W. Eugene Smith. En 1997, il obtient le statut de membre de Magnum Photos.

## Biographie
En 1968, John Vink étudie la photographie à Bruxelles, à l'École de la Cambre (École d'art et d'architecture, fondée par Henry van der Velde en 1925). En 1971, John Vink commence à travailler en tant que photojournaliste indépendant. Il s'intéresse principalement aux projets sociaux dans les pays en développement.
De 1982 à 1984, il trouve ses motifs en Italie. Ensuite, il documente les efforts des habitants du Sahel aride pour gérer l'eau pour le projet Water for Sahel. Il  photographie et filme pendant deux ans au Niger, au Mali, au Burkina Faso et au Sénégal. Pour ce documentaire, il reçoit le prix W. Eugene Smith pour la photographie humaniste en 1986.
De 1987 à 1993, il s'occupe principalement de la situation des réfugiés. Il photographie leurs camps en Inde, au Mexique, en Thaïlande, au Pakistan, en Hongrie, en Irak, au Malawi, au Bangladesh, en Turquie et au Soudan.
De 1993 à 2000, il travaille sur le projet Peuples d'en Haut, qui décrit la vie et les cultures traditionnelles dans les régions montagneuses reculées du Guatemala, du Laos et de la région du Caucase géorgien.
À partir de 1989, il se rend à plusieurs reprises au Cambodge. En 2000, il y établit sa résidence permanente. Il documente les Khmers rouges', montre les tentatives d' éducation pour tous et met en lumière les problèmes des populations rurales sans propriété foncière grâce à ses documentaires photographiques.
John Vink est cité : « Ein Fotograf kann die Dinge nur aufzeigen. Verändert werden können sie nur von Menschen allgemein. »
En 1997, il est accepté comme membre à part entière de l'agence photographique Magnum. 

## Œuvres

### Auteur
- Italies, avec Christian Caujolle, 1989,  (ISBN 9782903082444)
- Réfugiés, avec le Centre national de la photographie (France), 1994,  (ISBN 978-2867540899)
- Avec Sotahanrith Kong et Frédéric Amant 20 Ans à Phnom Penh  (ISBN 978-2862272627)
- Avec Alessandra Mauro, volume 41 de Magnum Photos : Grands Fotógrafos/John Vink. éditeur Salvat 2008,  (ISBN 8447105792)

### Photographies
- Avoir 20 Ans à Phnom Penh, avec Sothanrith Kong et Frédéric Amat, 2000,  (ISBN 9782862272627)

### Illustrateur
- Réfugiés : photographies de John Vink, 1987-1994, avec Rony Brauman, 1995,  (ISBN 978-2867540899)

### Photographe
- L'usine
- Peuples d'en haut
- Poids mouche

## Expositions
- Regards, 1995[2]

## Prix
- 1986 : Prix W. Eugene Smith de la photographie humaniste pour le documentaire photographique Waters for Sahel.